# 크산토스 (역사가)
크산토스(그리스어: Ξάνθος, Xanthos)는 리디아 사학자였다. 그는 기원전 5세기 중엽에 리디아의 역사에 관한 작품을 집필하였다. 그것은 ‘리디아카’로 알려져 있다. 그는 수도 사르디스에서 살았다고 가정된다. 동시대의 동료 헤로도투스의 대부분의 기록은 리디아 왕들의 혈동과 행적과 관련된다. 상투스는 다마스커스의 니골라우스에 의해 사용된 주요 작가 중의 하나였다.